# Bilan saison par saison du Liverpool Football Club
Cette page présente le bilan saison par saison du Liverpool Football Club.
La première saison de Liverpool date de la saison 1892-1893. Liverpool CF est un club de football basé à Liverpool, Merseyside, qui joue actuellement en Premier League. Il joue à domicile dans le stade d'Anfield depuis sa première saison en 1892-1893. La liste suivante détaille les résultats de Liverpool FC dans les principales compétitions, avec les meilleurs buteurs et la moyenne d'affluence à domicile pour chaque saison.
Le club a remporté la première division anglaise dix-neuf fois, la FA Cup et la Coupe de la Ligue anglaise sept fois, le Community Shield quinze fois (incluant cinq titres partagés), la Coupe d'Europe six fois, et la Coupe de l'UEFA et la Supercoupe de l'UEFA trois fois.

## Légende du tableau
| Champion / Vainqueur | Deuxième / Finaliste | Troisième | Promotion | Relégation |

Les changements de divisions sont indiqués en gras.
- Première division = Division 1 (jusqu'en 1992) puis Premier League (depuis 1992)
- Deuxième division = Division 2 (jusqu'en 1992) puis Division 1 (1992-2004) puis Championship (depuis 2004)

- C1 = Coupe des clubs champions européens (jusqu'en 1992) puis Ligue des champions (depuis 1992)
- C2 = Coupe des coupes (1960-1999)
- C3 = Coupe des villes de foires (1955-1971) puis Coupe UEFA (1971-2009) puis Ligue Europa (depuis 2009)

## Bilan toutes compétitions confondues
| Saison                                                                                                 | Championnat       | Championnat | Championnat | Championnat | Championnat | Championnat | Championnat | Championnat | Championnat | Coupes nationales  | Coupes nationales | Coupes nationales | Coupes internationales  | Coupes internationales | Meilleur(s) buteur(s)     | Meilleur(s) buteur(s) | Affluence |
| Saison                                                                                                 | Division          | Pos         | Pts         | J           | V           | N           | D           | BP          | BC          | Coupe d'Angleterre | Coupe de la Ligue | Community Shield  | Compétition             | Résultat               | Nom(s)                    | But(s)                | Affluence |
| --- | ----------------- | ----------- | ----------- | ----------- | ----------- | ----------- | ----------- | ----------- | ----------- | ------------------ | ----------------- | ----------------- | ----------------------- | ---------------------- | ------------------------- | --------------------- | --------- |
| 1892-1893                                                                                              | Lancashire League | 1er         | 36          | 22          | 17          | 2           | 3           | 66          | 19          | Troisième tour Q   | —                 | —                 | —                       | —                      | J. Miller                 | 27                    | 2 707     |
| 1893-1894                                                                                              | Division 2        | 1er         | 50          | 28          | 22          | 6           | 0           | 77          | 18          | Troisième tour     | —                 | —                 | —                       | —                      | Stott                     | 14                    | 6 235     |
| 1894-1895                                                                                              | Division 1        | 16e         | 22          | 30          | 7           | 8           | 15          | 51          | 70          | Deuxième tour      | —                 | —                 | —                       | —                      | Bradshaw                  | 18                    | 11 529    |
| 1895-1896                                                                                              | Division 2        | 1er         | 46          | 30          | 22          | 2           | 6           | 106         | 32          | Deuxième tour      | —                 | —                 | —                       | —                      | Allan                     | 29                    | 8 055     |
| 1896-1897                                                                                              | Division 1        | 5e          | 33          | 30          | 12          | 9           | 9           | 46          | 38          | Demi-finales       | —                 | —                 | —                       | —                      | Allan                     | 18                    | 13 055    |
| 1897-1898                                                                                              | Division 1        | 9e          | 28          | 30          | 11          | 6           | 13          | 48          | 45          | Troisième tour     | —                 | —                 | —                       | —                      | Becton                    | 13                    | 13 055    |
| 1898-1899                                                                                              | Division 1        | 2e          | 43          | 34          | 19          | 5           | 10          | 49          | 33          | Demi-finales       | —                 | —                 | —                       | —                      | Morgan                    | 13                    | 15 634    |
| 1899-1900                                                                                              | Division 1        | 10e         | 33          | 34          | 14          | 5           | 15          | 49          | 45          | Deuxième tour      | —                 | —                 | —                       | —                      | Robertson Walker          | 10                    | 12 684    |
| 1900-1901                                                                                              | Division 1        | 1er         | 45          | 34          | 19          | 7           | 8           | 59          | 35          | Premier tour       | —                 | —                 | —                       | —                      | Raybould                  | 18                    | 15 647    |
| 1901-1902                                                                                              | Division 1        | 11e         | 32          | 34          | 10          | 12          | 12          | 42          | 38          | Deuxième tour      | —                 | —                 | —                       | —                      | Raybould                  | 18                    | 15 388    |
| 1902-1903                                                                                              | Division 1        | 5e          | 38          | 34          | 17          | 4           | 13          | 68          | 49          | Premier tour       | —                 | —                 | —                       | —                      | Raybould                  | 32                    | 15 470    |
| 1903-1904                                                                                              | Division 1        | 17e         | 26          | 34          | 9           | 8           | 17          | 49          | 62          | Premier tour       | —                 | —                 | —                       | —                      | Cox                       | 9                     | 15 411    |
| 1904-1905                                                                                              | Division 2        | 1er         | 58          | 34          | 27          | 4           | 3           | 93          | 25          | Premier tour       | —                 | —                 | —                       | —                      | Robinson                  | 23                    | 15 222    |
| 1905-1906                                                                                              | Division 1        | 1er         | 51          | 38          | 23          | 5           | 10          | 79          | 46          | Demi-finales       | —                 | —                 | —                       | —                      | Hewitt                    | 27                    | 18 240    |
| 1906-1907                                                                                              | Division 1        | 15e         | 33          | 38          | 13          | 7           | 18          | 64          | 65          | Quatrième tour     | —                 | —                 | —                       | —                      | Raybould                  | 17                    | 18 666    |
| 1907-1908                                                                                              | Division 1        | 8e          | 38          | 38          | 16          | 6           | 16          | 68          | 61          | Troisième tour     | —                 | —                 | —                       | —                      | Hewitt                    | 22                    | 18 380    |
| 1908-1909                                                                                              | Division 1        | 16e         | 36          | 38          | 15          | 6           | 17          | 57          | 65          | Deuxième tour      | —                 | —                 | —                       | —                      | Orr                       | 23                    | 18 047    |
| 1909-1910                                                                                              | Division 1        | 2e          | 48          | 38          | 21          | 6           | 11          | 78          | 57          | Premier tour       | —                 | —                 | —                       | —                      | Parkinson                 | 30                    | 24 052    |
| 1910-1911                                                                                              | Division 1        | 13e         | 37          | 38          | 15          | 7           | 16          | 53          | 53          | Deuxième tour      | —                 | —                 | —                       | —                      | Parkinson                 | 20                    | 16 900    |
| 1911-1912                                                                                              | Division 1        | 17e         | 34          | 38          | 12          | 10          | 16          | 49          | 55          | Deuxième tour      | —                 | —                 | —                       | —                      | Parkinson                 | 13                    | 22 350    |
| 1912-1913                                                                                              | Division 1        | 12e         | 37          | 38          | 16          | 5           | 17          | 61          | 71          | Troisième tour     | —                 | —                 | —                       | —                      | Metcalf                   | 18                    | 23 423    |
| 1913-1914                                                                                              | Division 1        | 16e         | 35          | 38          | 14          | 7           | 17          | 46          | 62          | Finale             | —                 | —                 | —                       | —                      | T. Miller                 | 20                    | 29 281    |
| 1914-1915                                                                                              | Division 1        | 13e         | 37          | 38          | 14          | 9           | 15          | 65          | 75          | Deuxième tour      | —                 | —                 | —                       | —                      | Pagnam                    | 26                    | 18 100    |
| Aucune compétition de football n'a été jouée entre 1915 et 1919 à cause de la Première Guerre mondiale |                   |             |             |             |             |             |             |             |             |                    |                   |                   |                         |                        |                           |                       |           |
| 1919-1920                                                                                              | Division 1        | 4e          | 48          | 42          | 19          | 10          | 13          | 59          | 44          | Quatrième tour     | —                 | —                 | —                       | —                      | Chambers                  | 15                    | 31 507    |
| 1920-1921                                                                                              | Division 1        | 4e          | 51          | 42          | 18          | 15          | 9           | 63          | 35          | Deuxième tour      | —                 | —                 | —                       | —                      | Chambers                  | 24                    | 36 636    |
| 1921-1922                                                                                              | Division 1        | 1er         | 57          | 42          | 22          | 13          | 7           | 63          | 36          | Deuxième tour      | —                 | —                 | —                       | —                      | Chambers                  | 21                    | 37 333    |
| 1922-1923                                                                                              | Division 1        | 1er         | 60          | 42          | 26          | 8           | 8           | 70          | 31          | Troisième tour     | —                 | Finale            | —                       | —                      | Chambers                  | 25                    | 34 790    |
| 1923-1924                                                                                              | Division 1        | 12e         | 41          | 42          | 15          | 11          | 16          | 49          | 48          | Quatrième tour     | —                 | —                 | —                       | —                      | Walsh                     | 19                    | 30 434    |
| 1924-1925                                                                                              | Division 1        | 4e          | 50          | 42          | 20          | 10          | 12          | 63          | 55          | Quatrième tour     | —                 | —                 | —                       | —                      | Forshaw                   | 19                    | 30 225    |
| 1925-1926                                                                                              | Division 1        | 7e          | 44          | 42          | 14          | 16          | 12          | 70          | 63          | Quatrième tour     | —                 | —                 | —                       | —                      | Forshaw                   | 29                    | 27 894    |
| 1926-1927                                                                                              | Division 1        | 9e          | 43          | 42          | 18          | 7           | 17          | 69          | 61          | Cinquième tour     | —                 | —                 | —                       | —                      | Chambers                  | 21                    | 30 032    |
| 1927-1928                                                                                              | Division 1        | 16e         | 39          | 42          | 13          | 13          | 16          | 84          | 87          | Quatrième tour     | —                 | —                 | —                       | —                      | Hodgson                   | 23                    | 29 738    |
| 1928-1929                                                                                              | Division 1        | 5e          | 46          | 42          | 17          | 12          | 13          | 90          | 64          | Quatrième tour     | —                 | —                 | —                       | —                      | Hodgson                   | 32                    | 29 475    |
| 1929-1930                                                                                              | Division 1        | 12e         | 41          | 42          | 16          | 9           | 17          | 63          | 79          | Troisième tour     | —                 | —                 | —                       | —                      | Smith                     | 23                    | 31 276    |
| 1930-1931                                                                                              | Division 1        | 9e          | 42          | 42          | 15          | 12          | 15          | 86          | 85          | Troisième tour     | —                 | —                 | —                       | —                      | Hodgson                   | 36                    | 26 652    |
| 1931-1932                                                                                              | Division 1        | 10e         | 44          | 42          | 19          | 6           | 17          | 81          | 93          | Quarts de finale   | —                 | —                 | —                       | —                      | Hodgson                   | 27                    | 25 443    |
| 1932-1933                                                                                              | Division 1        | 14e         | 39          | 42          | 14          | 11          | 17          | 79          | 84          | Troisième tour     | —                 | —                 | —                       | —                      | Hodgson                   | 24                    | 23 381    |
| 1933-1934                                                                                              | Division 1        | 18e         | 38          | 42          | 14          | 10          | 18          | 79          | 87          | Cinquième tour     | —                 | —                 | —                       | —                      | Hodgson                   | 25                    | 32 482    |
| 1934-1935                                                                                              | Division 1        | 7e          | 45          | 42          | 19          | 7           | 16          | 85          | 88          | Quatrième tour     | —                 | —                 | —                       | —                      | Hodgson                   | 29                    | 25 198    |
| 1935-1936                                                                                              | Division 1        | 19e         | 38          | 42          | 13          | 12          | 17          | 60          | 64          | Troisième tour     | —                 | —                 | —                       | —                      | Howe                      | 17                    | 28 686    |
| 1936-1937                                                                                              | Division 1        | 18e         | 35          | 42          | 12          | 11          | 19          | 62          | 84          | Troisième tour     | —                 | —                 | —                       | —                      | Howe                      | 16                    | 23 817    |
| 1937-1938                                                                                              | Division 1        | 11e         | 41          | 42          | 15          | 11          | 16          | 65          | 71          | Cinquième tour     | —                 | —                 | —                       | —                      | Hanson                    | 15                    | 30 141    |
| 1938-1939                                                                                              | Division 1        | 11e         | 42          | 42          | 14          | 14          | 14          | 62          | 63          | Cinquième tour     | —                 | —                 | —                       | —                      | Nieuwenhuys               | 16                    | 32 160    |
| Aucune compétition de football n'a été jouée entre 1939 et 1945 à cause de la Deuxième Guerre mondiale |                   |             |             |             |             |             |             |             |             |                    |                   |                   |                         |                        |                           |                       |           |
| 1945-1946                                                                                              | —                 | —           | —           | —           | —           | —           | —           | —           | —           | Quatrième tour     | —                 | —                 | —                       | —                      | Fagan                     | 3                     |           |
| 1946-1947                                                                                              | Division 1        | 1er         | 57          | 42          | 25          | 7           | 10          | 84          | 52          | Demi-finales       | —                 | —                 | —                       | —                      | Balmer Stubbins           | 28                    | 47 193    |
| 1947-1948                                                                                              | Division 1        | 11e         | 42          | 42          | 16          | 10          | 16          | 65          | 61          | Cinquième tour     | —                 | —                 | —                       | —                      | Stubbins                  | 26                    | 44 496    |
| 1948-1949                                                                                              | Division 1        | 12e         | 40          | 42          | 13          | 14          | 15          | 53          | 43          | Cinquième tour     | —                 | —                 | —                       | —                      | Balmer                    | 16                    | 45 125    |
| 1949-1950                                                                                              | Division 1        | 8e          | 48          | 42          | 17          | 14          | 11          | 64          | 54          | Finale             | —                 | —                 | —                       | —                      | Liddell                   | 19                    | 49 532    |
| 1950-1951                                                                                              | Division 1        | 9e          | 43          | 42          | 16          | 11          | 15          | 53          | 59          | Troisième tour     | —                 | —                 | —                       | —                      | Liddell                   | 15                    | 38 292    |
| 1951-1952                                                                                              | Division 1        | 11e         | 43          | 42          | 12          | 19          | 11          | 57          | 61          | Cinquième tour     | —                 | —                 | —                       | —                      | Liddell                   | 19                    | 39 690    |
| 1952-1953                                                                                              | Division 1        | 17e         | 36          | 42          | 14          | 8           | 20          | 61          | 82          | Troisième tour     | —                 | —                 | —                       | —                      | Liddell                   | 13                    | 40 172    |
| 1953-1954                                                                                              | Division 1        | 22e         | 28          | 42          | 9           | 10          | 23          | 68          | 97          | Troisième tour     | —                 | —                 | —                       | —                      | Smyth                     | 13                    | 40 979    |
| 1954-1955                                                                                              | Division 2        | 11e         | 42          | 42          | 16          | 10          | 16          | 92          | 96          | Cinquième tour     | —                 | —                 | —                       | —                      | Evans                     | 33                    | 36 888    |
| 1955-1956                                                                                              | Division 2        | 3e          | 48          | 42          | 21          | 6           | 15          | 85          | 63          | Cinquième tour     | —                 | —                 | —                       | —                      | Liddell                   | 32                    | 39 295    |
| 1956-1957                                                                                              | Division 2        | 3e          | 53          | 42          | 21          | 11          | 10          | 82          | 54          | Troisième tour     | —                 | —                 | —                       | —                      | Liddell                   | 21                    | 35 735    |
| 1957-1958                                                                                              | Division 2        | 4e          | 54          | 42          | 22          | 10          | 10          | 79          | 54          | Quarts de finale   | —                 | —                 | —                       | —                      | Liddell                   | 23                    | 39 494    |
| 1958-1959                                                                                              | Division 2        | 4e          | 53          | 42          | 24          | 5           | 13          | 87          | 62          | Troisième tour     | —                 | —                 | —                       | —                      | Melia                     | 21                    | 36 653    |
| 1959-1960                                                                                              | Division 2        | 3e          | 50          | 42          | 20          | 10          | 12          | 90          | 66          | Quatrième tour     | —                 | —                 | —                       | —                      | Hunt                      | 23                    | 31 859    |
| 1960-1961                                                                                              | Division 2        | 3e          | 52          | 42          | 21          | 10          | 11          | 87          | 58          | Quatrième tour     | Troisième tour    | —                 | —                       | —                      | Lewis                     | 32                    | 29 731    |
| 1961-1962                                                                                              | Division 2        | 1er         | 62          | 42          | 27          | 8           | 7           | 99          | 43          | Cinquième tour     | —                 | —                 | —                       | —                      | Hunt                      | 42                    | 40 463    |
| 1962-1963                                                                                              | Division 1        | 8e          | 44          | 42          | 17          | 10          | 15          | 71          | 59          | Demi-finales       | —                 | —                 | —                       | —                      | Hunt                      | 26                    | 43 854    |
| 1963-1964                                                                                              | Division 1        | 1er         | 57          | 42          | 26          | 5           | 11          | 92          | 45          | Quarts de finale   | —                 | —                 | —                       | —                      | Hunt                      | 33                    | 45 710    |
| 1964-1965                                                                                              | Division 1        | 7e          | 44          | 42          | 17          | 10          | 15          | 67          | 73          | Vainqueur          | —                 | Vainqueur         | C1                      | Demi-finales           | Hunt                      | 37                    | 45 192    |
| 1965-1966                                                                                              | Division 1        | 1er         | 61          | 42          | 26          | 9           | 7           | 79          | 34          | Troisième tour     | —                 | Vainqueur         | C2                      | Finale                 | Hunt                      | 33                    | 47 214    |
| 1966-1967                                                                                              | Division 1        | 5e          | 51          | 42          | 19          | 13          | 10          | 64          | 47          | Cinquième tour     | —                 | Vainqueur         | C1                      | Huitièmes de finale    | Hunt                      | 19                    | 45 772    |
| 1967-1968                                                                                              | Division 1        | 3e          | 55          | 42          | 22          | 11          | 9           | 71          | 40          | Quarts de finale   | Deuxième tour     | —                 | C3                      | Huitièmes de finale    | Hunt                      | 30                    | 47 214    |
| 1968-1969                                                                                              | Division 1        | 2e          | 61          | 42          | 25          | 11          | 6           | 63          | 24          | Cinquième tour     | Quatrième tour    | —                 | C3                      | 32es de finale         | Hunt                      | 17                    | 46 818    |
| 1969-1970                                                                                              | Division 1        | 5e          | 51          | 42          | 20          | 11          | 11          | 65          | 42          | Quarts de finale   | Troisième tour    | —                 | C3                      | Seizièmes de finale    | Graham                    | 21                    | 44 185    |
| 1970-1971                                                                                              | Division 1        | 5e          | 51          | 42          | 17          | 17          | 8           | 42          | 24          | Finale             | Troisième tour    | —                 | C3                      | Demi-finales           | Evans                     | 15                    | 46 934    |
| 1971-1972                                                                                              | Division 1        | 3e          | 57          | 42          | 24          | 9           | 9           | 64          | 30          | Quatrième tour     | Quatrième tour    | —                 | C2                      | Huitièmes de finale    | Toshack                   | 13                    | 46 150    |
| 1972-1973                                                                                              | Division 1        | 1er         | 60          | 42          | 25          | 10          | 7           | 72          | 42          | Quatrième tour     | Cinquième tour    | —                 | C3                      | Vainqueur              | Keegan                    | 22                    | 44 863    |
| 1973-1974                                                                                              | Division 1        | 2e          | 57          | 42          | 22          | 13          | 7           | 52          | 31          | Vainqueur          | Cinquième tour    | —                 | C1                      | Huitièmes de finale    | Keegan                    | 19                    | 43 362    |
| 1974-1975                                                                                              | Division 1        | 3e          | 51          | 42          | 20          | 11          | 11          | 60          | 39          | Quatrième tour     | Quatrième tour    | Vainqueur         | C2                      | Huitièmes de finale    | Heighway                  | 13                    | 43 242    |
| 1975-1976                                                                                              | Division 1        | 1er         | 60          | 42          | 23          | 14          | 5           | 66          | 31          | Quatrième tour     | Troisième tour    | —                 | C3                      | Vainqueur              | Toshack                   | 23                    | 39 847    |
| 1976-1977                                                                                              | Division 1        | 1er         | 57          | 42          | 23          | 11          | 8           | 62          | 33          | Finale             | Deuxième tour     | Vainqueur         | C1                      | Vainqueur              | Keegan                    | 20                    | 49 224    |
| 1977-1978                                                                                              | Division 1        | 2e          | 57          | 42          | 24          | 9           | 9           | 65          | 34          | Troisième tour     | Finale            | Vainqueur         | C1                      | Vainqueur              | Dalglish                  | 31                    | 48 621    |
| 1977-1978                                                                                              | Division 1        | 2e          | 57          | 42          | 24          | 9           | 9           | 65          | 34          | Troisième tour     | Finale            | Vainqueur         | Supercoupe d'Europe     | Vainqueur              | Dalglish                  | 31                    | 48 621    |
| 1978-1979                                                                                              | Division 1        | 1er         | 68          | 42          | 30          | 8           | 4           | 85          | 16          | Demi-finales       | Premier tour      | —                 | C1                      | Seizièmes de finale    | Dalglish                  | 25                    | 45 922    |
| 1978-1979                                                                                              | Division 1        | 1er         | 68          | 42          | 30          | 8           | 4           | 85          | 16          | Demi-finales       | Premier tour      | —                 | Supercoupe d'Europe     | Finale                 | Dalglish                  | 25                    | 45 922    |
| 1979-1980                                                                                              | Division 1        | 1er         | 60          | 42          | 25          | 10          | 7           | 81          | 30          | Demi-finales       | Demi-finales      | Vainqueur         | C1                      | Seizièmes de finale    | Johnson                   | 27                    | 43 738    |
| 1980-1981                                                                                              | Division 1        | 5e          | 51          | 42          | 17          | 17          | 8           | 62          | 42          | Quatrième tour     | Vainqueur         | Vainqueur         | C1                      | Vainqueur              | McDermott                 | 22                    | 39 666    |
| 1981-1982                                                                                              | Division 1        | 1er         | 87          | 42          | 26          | 9           | 7           | 80          | 32          | Cinquième tour     | Vainqueur         | —                 | C1                      | Quarts de finale       | Rush                      | 30                    | 35 387    |
| 1981-1982                                                                                              | Division 1        | 1er         | 87          | 42          | 26          | 9           | 7           | 80          | 32          | Cinquième tour     | Vainqueur         | —                 | Coupe intercontinentale | Finale                 | Rush                      | 30                    | 35 387    |
| 1982-1983                                                                                              | Division 1        | 1er         | 82          | 42          | 24          | 10          | 8           | 87          | 37          | Cinquième tour     | Vainqueur         | Vainqueur         | C1                      | Quarts de finale       | Rush                      | 31                    | 35 677    |
| 1983-1984                                                                                              | Division 1        | 1er         | 80          | 42          | 22          | 14          | 6           | 73          | 32          | Quatrième tour     | Vainqueur         | Finale            | C1                      | Vainqueur              | Rush                      | 47                    | 35 793    |
| 1984-1985                                                                                              | Division 1        | 2e          | 77          | 42          | 22          | 11          | 9           | 68          | 35          | Demi-finales       | Troisième tour    | Finale            | C1                      | Finale                 | Wark                      | 27                    | 38 056    |
| 1984-1985                                                                                              | Division 1        | 2e          | 77          | 42          | 22          | 11          | 9           | 68          | 35          | Demi-finales       | Troisième tour    | Finale            | Supercoupe d'Europe     | Finale                 | Wark                      | 27                    | 38 056    |
| 1984-1985                                                                                              | Division 1        | 2e          | 77          | 42          | 22          | 11          | 9           | 68          | 35          | Demi-finales       | Troisième tour    | Finale            | Coupe intercontinentale | Finale                 | Wark                      | 27                    | 38 056    |
| 1985-1986                                                                                              | Division 1        | 1er         | 88          | 42          | 26          | 10          | 6           | 89          | 37          | Vainqueur          | Demi-finales      | —                 | —                       | —                      | Rush                      | 33                    | 33 928    |
| 1986-1987                                                                                              | Division 1        | 2e          | 77          | 42          | 23          | 8           | 11          | 72          | 42          | Troisième tour     | Finale            | Vainqueur         | —                       | —                      | Rush                      | 40                    | 35 538    |
| 1987-1988                                                                                              | Division 1        | 1er         | 90          | 40          | 26          | 12          | 2           | 87          | 24          | Finale             | Troisième tour    | Vainqueur         | —                       | —                      | Aldridge                  | 29                    | 42 267    |
| 1988-1989                                                                                              | Division 1        | 2e          | 76          | 40          | 22          | 10          | 6           | 65          | 28          | Vainqueur          | Quatrième tour    | Vainqueur         | —                       | —                      | Aldridge                  | 31                    | 38 713    |
| 1989-1990                                                                                              | Division 1        | 1er         | 79          | 38          | 23          | 10          | 5           | 78          | 37          | Demi-finales       | Troisième tour    | Vainqueur         | —                       | —                      | Rush                      | 40                    | 36 690    |
| 1990-1991                                                                                              | Division 1        | 2e          | 76          | 38          | 23          | 7           | 8           | 77          | 40          | Cinquième tour     | Troisième tour    | Vainqueur         | —                       | —                      | Rush                      | 26                    | 36 389    |
| 1991-1992                                                                                              | Division 1        | 6e          | 64          | 42          | 16          | 16          | 10          | 47          | 40          | Vainqueur          | Quatrième tour    | —                 | C3                      | Quarts de finale       | Saunders                  | 23                    | 33 844    |
| 1992-1993                                                                                              | Premier League    | 6e          | 59          | 42          | 16          | 11          | 15          | 62          | 55          | Troisième tour     | Quatrième tour    | Finale            | C2                      | Huitièmes de finale    | Rush                      | 22                    | 34 741    |
| 1993-1994                                                                                              | Premier League    | 8e          | 60          | 42          | 17          | 9           | 16          | 59          | 55          | Troisième tour     | Quatrième tour    | —                 | —                       | —                      | Rush                      | 19                    | 35 847    |
| 1994-1995                                                                                              | Premier League    | 4e          | 74          | 42          | 21          | 11          | 10          | 65          | 37          | Quarts de finale   | Vainqueur         | —                 | —                       | —                      | Fowler                    | 31                    | 34 743    |
| 1995-1996                                                                                              | Premier League    | 3e          | 71          | 38          | 20          | 11          | 7           | 70          | 34          | Finale             | Quatrième tour    | —                 | C3                      | Seizièmes de finale    | Fowler                    | 36                    | 39 010    |
| 1996-1997                                                                                              | Premier League    | 4e          | 68          | 38          | 19          | 11          | 8           | 62          | 37          | Quatrième tour     | Cinquième tour    | —                 | C2                      | Demi-finales           | Fowler                    | 31                    | 38 436    |
| 1997-1998                                                                                              | Premier League    | 3e          | 65          | 38          | 18          | 11          | 9           | 68          | 42          | Troisième tour     | Demi-finales      | —                 | C3                      | Seizièmes de finale    | Owen                      | 23                    | 39 100    |
| 1998-1999                                                                                              | Premier League    | 7e          | 54          | 38          | 15          | 9           | 14          | 68          | 49          | Quatrième tour     | Quatrième tour    | —                 | C3                      | Huitièmes de finale    | Owen                      | 23                    | 39 427    |
| 1999-2000                                                                                              | Premier League    | 4e          | 67          | 38          | 19          | 10          | 9           | 51          | 30          | Quatrième tour     | Troisième tour    | —                 | —                       | —                      | Owen                      | 12                    | 42 598    |
| 2000-2001                                                                                              | Premier League    | 3e          | 69          | 38          | 20          | 9           | 9           | 71          | 39          | Vainqueur          | Vainqueur         | —                 | C3                      | Vainqueur              | Owen                      | 24                    | 42 768    |
| 2001-2002                                                                                              | Premier League    | 2e          | 80          | 38          | 24          | 8           | 6           | 67          | 30          | Quatrième tour     | Troisième tour    | Vainqueur         | C1                      | Quarts de finale       | Owen                      | 29                    | 41 484    |
| 2001-2002                                                                                              | Premier League    | 2e          | 80          | 38          | 24          | 8           | 6           | 67          | 30          | Quatrième tour     | Troisième tour    | Vainqueur         | Supercoupe d'Europe     | Vainqueur              | Owen                      | 29                    | 41 484    |
| 2002-2003                                                                                              | Premier League    | 5e          | 64          | 38          | 18          | 10          | 10          | 61          | 41          | Quatrième tour     | Vainqueur         | Finale            | C1                      | Phase de groupes       | Owen                      | 28                    | 42 803    |
| 2002-2003                                                                                              | Premier League    | 5e          | 64          | 38          | 18          | 10          | 10          | 61          | 41          | Quatrième tour     | Vainqueur         | Finale            | C3                      | Quarts de finale       | Owen                      | 28                    | 42 803    |
| 2003-2004                                                                                              | Premier League    | 4e          | 60          | 38          | 16          | 12          | 10          | 55          | 37          | Cinquième tour     | Quatrième tour    | —                 | C3                      | Huitièmes de finale    | Owen                      | 19                    | 41 777    |
| 2004-2005                                                                                              | Premier League    | 5e          | 58          | 38          | 17          | 7           | 14          | 52          | 41          | Troisième tour     | Finale            | —                 | C1                      | Vainqueur              | Baroš Gerrard Luis García | 13                    | 41 303    |
| 2005-2006                                                                                              | Premier League    | 3e          | 82          | 38          | 25          | 7           | 6           | 57          | 25          | Vainqueur          | Troisième tour    | —                 | C1                      | Huitièmes de finale    | Gerrard                   | 23                    | 43 913    |
| 2005-2006                                                                                              | Premier League    | 3e          | 82          | 38          | 25          | 7           | 6           | 57          | 25          | Vainqueur          | Troisième tour    | —                 | Supercoupe d'Europe     | Vainqueur              | Gerrard                   | 23                    | 43 913    |
| 2005-2006                                                                                              | Premier League    | 3e          | 82          | 38          | 25          | 7           | 6           | 57          | 25          | Vainqueur          | Troisième tour    | —                 | CdM des clubs           | Finale                 | Gerrard                   | 23                    | 43 913    |
| 2006-2007                                                                                              | Premier League    | 3e          | 68          | 38          | 20          | 8           | 10          | 57          | 27          | Troisième tour     | Quarts de finale  | Vainqueur         | C1                      | Finale                 | Crouch                    | 18                    | 43 505    |
| 2007-2008                                                                                              | Premier League    | 4e          | 76          | 38          | 21          | 13          | 4           | 67          | 28          | Cinquième tour     | Quarts de finale  | —                 | C1                      | Demi-finales           | Torres                    | 24                    | 42 940    |
| 2008-2009                                                                                              | Premier League    | 2e          | 86          | 38          | 25          | 11          | 2           | 77          | 27          | Quatrième tour     | Quatrième tour    | —                 | C1                      | Quarts de finale       | Gerrard                   | 23                    | 42 623    |
| 2009-2010                                                                                              | Premier League    | 7e          | 63          | 38          | 18          | 9           | 11          | 61          | 35          | Troisième tour     | Quatrième tour    | —                 | C1                      | Phase de groupes       | Torres                    | 18                    | —         |
| 2009-2010                                                                                              | Premier League    | 7e          | 63          | 38          | 18          | 9           | 11          | 61          | 35          | Troisième tour     | Quatrième tour    | —                 | C3                      | Demi-finales           | Torres                    | 18                    | —         |
| 2010-2011                                                                                              | Premier League    | 6e          | 58          | 38          | 17          | 7           | 14          | 59          | 44          | Troisième tour     | Troisième tour    | —                 | C3                      | Huitièmes de finale    | Kuyt                      | 15                    | —         |
| 2011-2012                                                                                              | Premier League    | 8e          | 52          | 38          | 14          | 10          | 14          | 47          | 40          | Finale             | Vainqueur         | —                 | —                       | —                      | Suárez                    | 17                    | —         |
| 2012-2013                                                                                              | Premier League    | 7e          | 61          | 38          | 16          | 13          | 9           | 71          | 43          | Quatrième tour     | Quatrième tour    | —                 | C3                      | Seizièmes de finale    | Suárez                    | 30                    | —         |
| 2013-2014                                                                                              | Premier League    | 2e          | 84          | 38          | 26          | 6           | 6           | 101         | 54          | Cinquième tour     | Troisième tour    | —                 | —                       | —                      | Suárez                    | 31                    | —         |
| 2014-2015                                                                                              | Premier League    | 6e          | 62          | 38          | 18          | 8           | 12          | 52          | 48          | Demi-finales       | Demi-finales      | —                 | C1                      | Phase de groupes       | Gerrard                   | 13                    | —         |
| 2014-2015                                                                                              | Premier League    | 6e          | 62          | 38          | 18          | 8           | 12          | 52          | 48          | Demi-finales       | Demi-finales      | —                 | C3                      | Seizièmes de finale    | Gerrard                   | 13                    | —         |
| 2015-2016                                                                                              | Premier League    | 8e          | 60          | 38          | 16          | 12          | 10          | 63          | 50          | Quatrième tour     | Finale            | —                 | C3                      | Finale                 | Sturridge                 | 13                    | —         |
| 2016-2017                                                                                              | Premier League    | 4e          | 76          | 38          | 23          | 7           | 8           | 78          | 42          | Quatrième tour     | Demi-finales      | —                 | —                       | —                      | Coutinho                  | 14                    | —         |
| 2017-2018                                                                                              | Premier League    | 4e          | 75          | 38          | 21          | 12          | 5           | 84          | 38          | Quatrième tour     | Troisième tour    | —                 | C1                      | Finale                 | Salah                     | 44                    | —         |
| 2018-2019                                                                                              | Premier League    | 2e          | 97          | 38          | 30          | 7           | 1           | 89          | 22          | Troisième tour     | Troisième tour    | —                 | C1                      | Vainqueur              | Salah                     | 27                    | —         |
| 2019-2020                                                                                              | Premier League    | 1er         | 99          | 38          | 32          | 3           | 3           | 85          | 33          | Cinquième tour     | Quarts de finale  | Finale            | C1                      | Huitièmes de finale    | Salah                     | 23                    | —         |
| 2019-2020                                                                                              | Premier League    | 1er         | 99          | 38          | 32          | 3           | 3           | 85          | 33          | Cinquième tour     | Quarts de finale  | Finale            | Supercoupe d'Europe     | Vainqueur              | Salah                     | 23                    | —         |
| 2019-2020                                                                                              | Premier League    | 1er         | 99          | 38          | 32          | 3           | 3           | 85          | 33          | Cinquième tour     | Quarts de finale  | Finale            | CdM des clubs           | Vainqueur              | Salah                     | 23                    | —         |
| 2020-2021                                                                                              | Premier League    | 3e          | 69          | 38          | 20          | 9           | 9           | 68          | 42          | Quatrième tour     | Quatrième tour    | Finale            | C1                      | Quarts de finale       | Salah                     | 31                    | —         |
| 2021-2022                                                                                              | Premier League    | 2e          | 92          | 38          | 28          | 8           | 2           | 94          | 26          | Vainqueur          | Vainqueur         | —                 | C1                      | Finale                 | Salah                     | 31                    | —         |
| 2022-2023                                                                                              | Premier League    | 5e          | 67          | 38          | 19          | 10          | 9           | 75          | 47          | Quatrième tour     | Quatrième tour    | Vainqueur         | C1                      | Huitièmes de finale    | Salah                     | 30                    | —         |
| 2023-2024                                                                                              | Premier League    | 3e          | 75          | 38          | 22          | 9           | 4           | 77          | 36          | Quarts de finale   | Vainqueur         | —                 | C3                      | Quarts de finale       | Salah                     | 23                    | —         |
| 2024-2025                                                                                              | Premier League    | 1er         | 84          | 38          | 25          | 9           | 4           | 86          | 41          | Quatrième tour     | Finaliste         | —                 | C1                      | 1/8e de finale         |                           |                       | —         |